# St. Johann Baptist (Machtlfing)

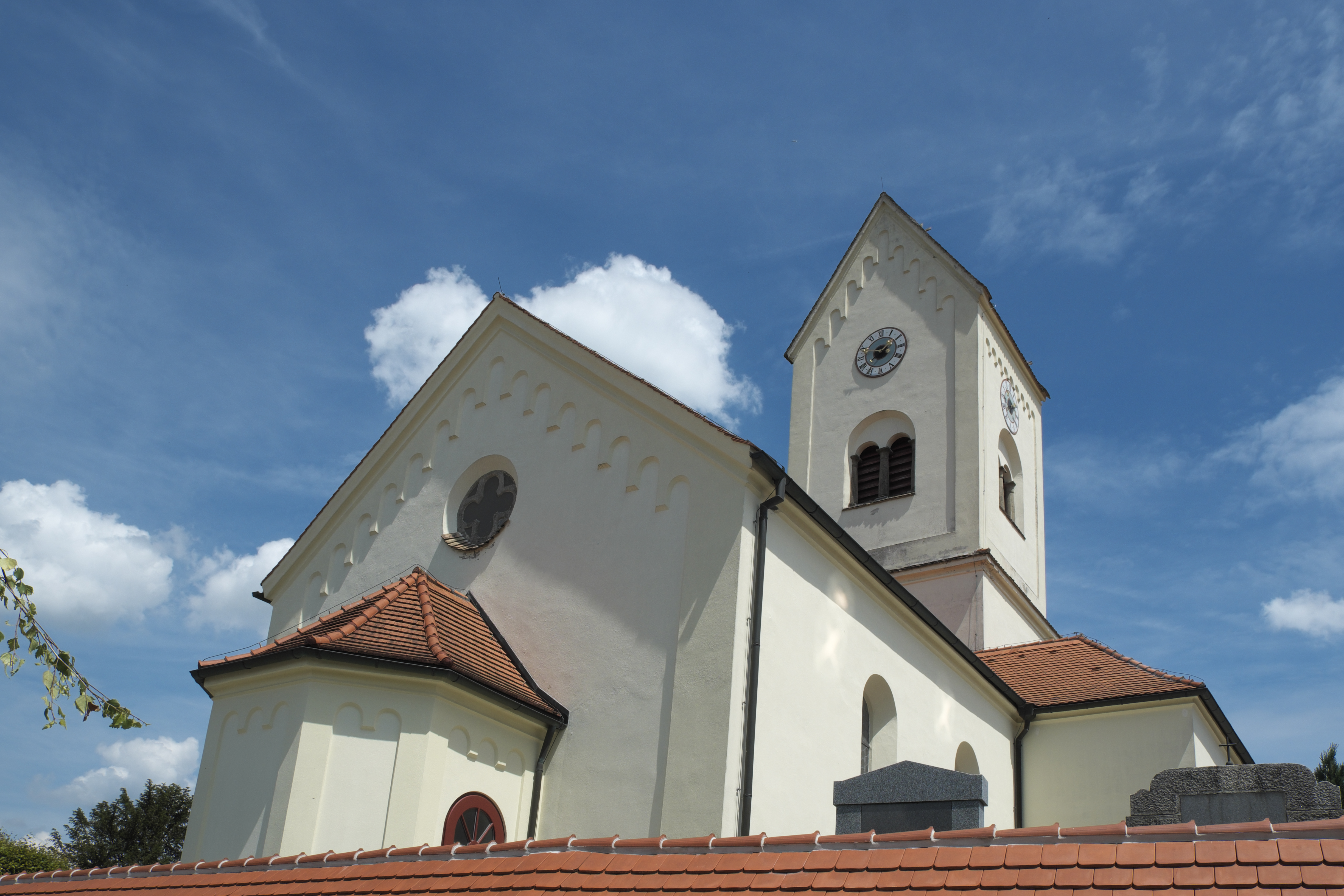
Kirche St. Johann Baptist in Machtlfing

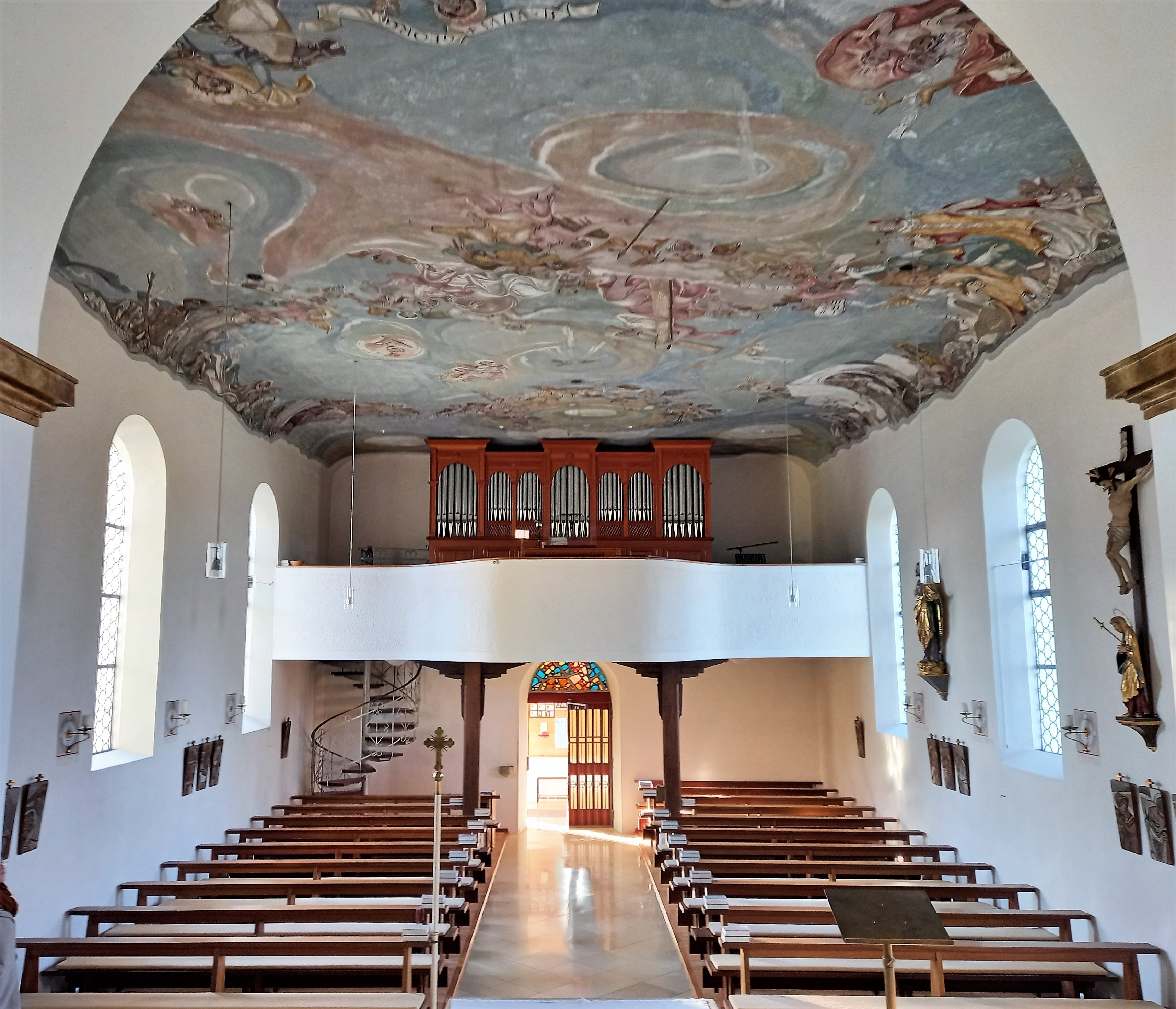
Innenansicht mit Blick zur Orgel

Die Kirche St. Johann Baptist in Machtlfing, einem Gemeindeteil von Andechs im oberbayerischen Landkreis Starnberg, wurde zwischen 1838 und 1845 an der Stelle eines Vorgängerbaus errichtet. Die katholische Pfarrkirche am Kirchenweg 8, in beherrschender Lage auf einem eiszeitlichen Drumlin gelegen, ist ein geschütztes Baudenkmal.

## Beschreibung
Der Turm und das Kirchenschiff sind einheitlich mit kräftigen Ecklisenen und neuromanischen Blendbögen gestaltet. Der dreiseitig geschlossene Chor ist stark eingezogen.

## Ausstattung
Die Kirche im Stil Friedrich von Gärtners besitzt nur noch geringe Teile der ursprünglichen Ausstattung. In den späten 1950er Jahren fanden umfangreiche Veränderungen statt. Dabei entstand 1959 das Jesus-Mosaik (Weingärtner-Ensemble) hinter den Altar.
Die spätgotische Skulptur, die Papst Gregor den Großen zeigt, entstand um 1520. Aus der Barockzeit ist das geschnitzte Kruzifix erhalten (um 1730).

## Renovierung
Im Jahr 2011 wurde die Kirche für insgesamt 100.000 Euro renoviert. Dabei wurde zunächst der Dachstuhl erneuert, die Wände gekalkt und neue Elektrik eingezogen. Danach wurde der Altarraum ins Schiff hinein erweitert und mehr Platz für einen Volksaltar in Muschelform geschaffen. Der neue Altar wurde am 23. Oktober 2011 eingeweiht.